# Автомонов Павло Федорович
Павло́ Фе́дорович Автомо́нов (нар. 10 червня 1922, Олександрівка — пом. 7 травня 1988, Київ) — український радянський письменник, журналіст і сценарист; член Спілки радянських письменників України з 1950 року, кандидат історичних наук з 1967 року.

## Біографія
Народився 10 червня 1922 року в селі Олександрівці (тепер Богодухівського району Харківської області) в сім'ї робітника. Член ВЛКСМ з 1938 року. 1940 року закінчив середню школу в рідному селі і з осені того ж року служив у Робітничо-селянському червоному флоті СРСР. Учасник німецько-радянської війни з 1941 року. В боях за Ленінград був важко поранений. Після повернення зі шпиталю неодноразово виконував бойові завдання за лінією фронту в тилу групи армій «Північ», як радист розвідувальної групи.

Могила Павла Автомонова

Після демобілізації — кореспондент львівської газети «Вільна Україна», а з січня по березень 1946 року працював кореспондентом в обласній газеті «Соціалістична Харківщина». З квітня 1946 року по вересень цього ж року навчався на курсах газетних працівників при ЦК КП(б) України в Харкові. Після закінчення курсів з жовтня 1946 року по березень 1948 роки працював у Львові в відділенні РАТАУ-ТАРС, потім в обласній газеті «Вільна Україна» в якості кореспондента. З квітня 1948 року по серпень 1950 року знову працював кореспондентом харківської газети «Соціалістична Харьківщіна». Член ВКП(б) з 1947 року.
З 1950 по 1953 рік — слухач Вищої партійної школи при ЦК КП України. У травні 1967 року в Інституті історії АН УРСР захистив кандидатську дисертацію на тему «Бойова взаємодія партизан України з радянськими військами у битві за Дніпро (вересень—грудень 1943 року)» (науковий керівник — Кузьма Дубина).
Протягом 1973—1976 років — старший викладач Київського університету; у 1976—1983 роках — доцент кафедри теорії та практики партійно-радянянської преси; в останні роки життя обіймав посаду декана факультету журналістики. Помер в Києві 7 травня 1988 року. Похований у Києві на Байковому кладовищі (ділянка № 52а).

## Творчість
Почав друкуватися з 1942 року. Твори:
- «У Курляндському котлі» (1947, нотатки партизана);
- «Без межі» (1951, повість про боротьбу за нове життя у галицькому селі);
- «Віктор Кошик» (1954; 2-е доповнене і перероблене видання — 1957; низка повістей, об'єднаних присутністю головного персонажа);
- «Ліс шумить» (1955, повість-хроніка);
- «На зорі раненько» (1957, оповідання);
- «Щастя дається нелегко» (1958, повість);
- «Його прізвище невідоме» (1959, повість);
- «Коли розлучаються двоє» (1959, трилогія);
- «Мій танк — 317» (1960);
- «Так народжувались зорі» (1963, роман);
- «Наш позивний — „Свобода“» (1964, літературний запис документальної книжки Тимофія Строкача);
- «Автограф сержанта Цибулі» (1967, повість);
- «Недописана анкета» (1967, повість);
- «Вітчизни виконуючи наказ» (1975);
- «Каштани на спомин» (1975, роман);
- «Жанр переднього краю» (1976, збірка літературно-критичних нарисів)
- «Другий фронт» (1980, роман);
- «Генерал Шаблій» (1984, роман)[6]
- «Каштани на пам'ять» (1985, роман)
- «На Західному напрямку» (1985, роман);
- «Мій позивний — „Галка“» (1986);
- «Червоний рядок біографії» (1987);
- «Фронт не позначено» (1987, повість присвячена Тимофію Строкачу);
- «П'ята застава» (1988);

1982 року вийшли з друку його «Вибрані твори» у 2-х томах.
Співавтор сценарію до фільму «Дачна поїздка сержанта Цибулі» (1979, Кіностудія імені Олександра Довженка).
Окремі твори перекладені російською, латиською, болгарською, китайською та англійською мовами.

## Нагороди
Нагороджений:
- орденом Червоної Зірки (15 травня 1944), двома Вітчизняної війни І ступеня (9 червня 1945; 6 квітня 1985) і орденом Вітчизняної війни ІІ ступеня (30 вересня 1944)[4], орденами Слави трьох ступенів[7], Дружби народів, «Знак Пошани»[3];
- медаллю «За перемогу над Німеччиною»;
- Почесною грамотою Президії Верховної Ради УРСР[3].